# Панслов'янські кольори
Панслов'я́нські кольори (червоний, синій (блакитний) і білий) — кольори, що використовуються на прапорах багатьох слов'янських держав і народів. Їх використання символізує спільне походження слов'ян. Панславістичні кольори були введені у 1848 році на Першому панслов'янському з'їзді у Празі на основі національного прапора Російської імперії.

## Прапори з використанням панслов'янських барв

### Країни та народи

Прапор Нідерландів, від якого походять пансловʼянські барви
Прапор Росії
Прапор Сербії
Прапор Словаччини
Прапор Хорватії
Прапор Словенії
Прапор Чехії та Чехословаччини
Прапор лужичан
Прапор карпато-русинів

### Автономії та адміністративні одиниці

Прапор Воєводини
Прапор Республіки Сербської
Прапор Західногерцеговинського кантону
Прапор Самарської області
Прапор Пермського краю

### Мови

Прапор міжслов'янської мови
Прапор словіо

## Історичні прапори з панслов'янськими барвами

Неофіційний Прапор Російської імперії «для приватного вжитку» (1914—1917)
Прапор часів Першої Словацької республіки (1939-1945) і Словаччини (1990-1992)
Прапор Держави Словенців, Хорватів і Сербів
Прапор Королівства Югославія
Прапор Соціалістичної Федеративної Республіки Югославії
Прапор Сербії та Чорногорії
Прапор Соціалістичної Республіки Боснія та Герцеговина
Прапор Соціалістичної Республіки Сербії
Прапор Республіки Сербська Країна
Прапор Соціалістичної Республіки Словенія
Прапор Соціалістичної Республіки Хорватія
Прапор Хорватської Республіки Герцег-Босна
Прапор Соціалістичної Республіки Чорногорія
Прапор Чорногорії (1993—2004)
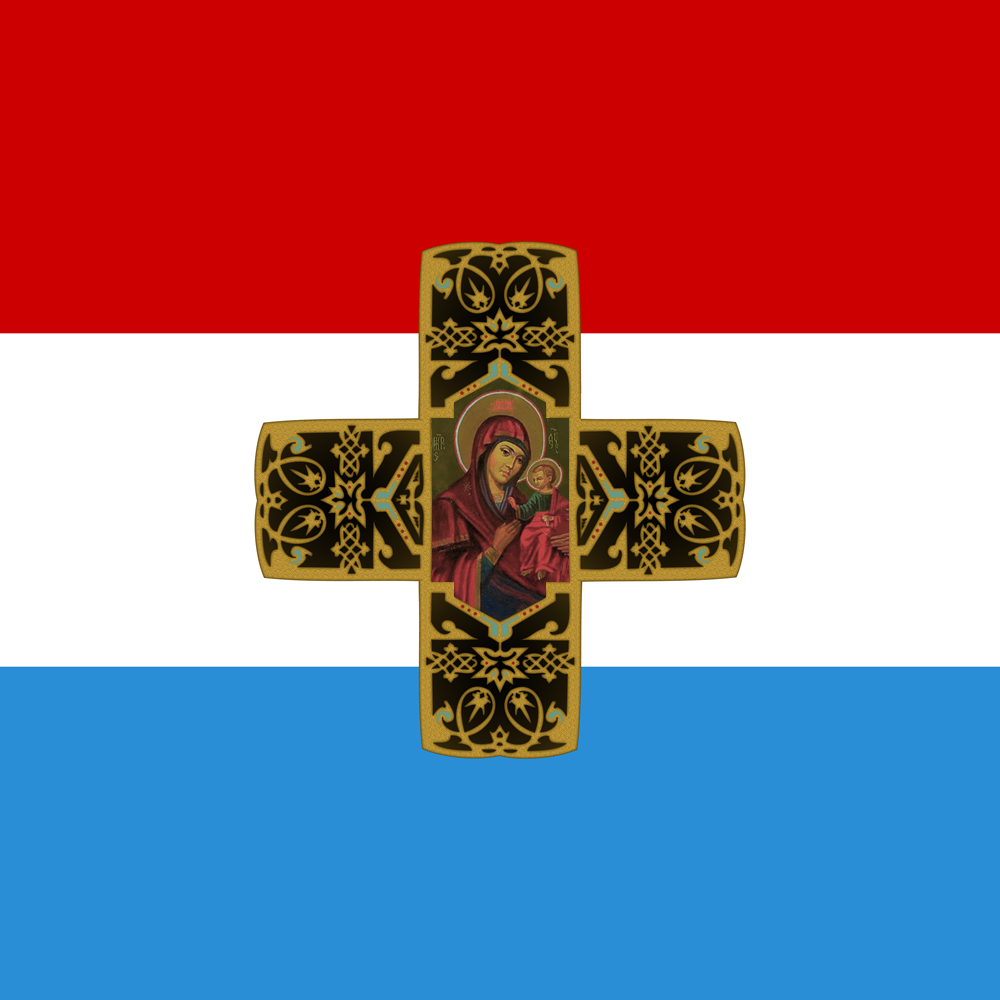
Самарське знамено
Прапор Протекторату Богемії та Моравії
Прапор моравців (1848)

## Прапори, що частково використовують панслов'янські барви

### Прапори слов'янських країн та народів, що не мають стосунку до панславізму

Прапор Болгарії
Прапор України
Прапор Польщі
Прапор Північної Македонії
Прапор Боснії і Герцеговини
Історичний прапор Чехії
Прапор Білорусі
Історичний прапор Білорусі
Кашубський національний прапор
Сілезький національний прапор
Національний прапор донських козаків
Прапор Чорногорії